# Intervídeo TV
Intervídeo TV és una empresa productora de televisió que fou fundada l'any 1984 per Josep Noguer i Ribas, amb seu al número 18 del carrer de la Creu de Girona.

## Història
Josep Noguer i Ribas fundà l'empresa Intervídeo TV l'any 1984. Noguer ja havia tingut experiències prèvies en el camp del vídeo, doncs l'any 1981, participà en el projecte Punt Visió, la primera iniciativa de televisió local que es va fer a la ciutat de Girona. Inicialment, la tasca que duia a terme l'empresa es podia classificar en dues facetes. D'una banda, els encàrrec d'empreses per a reportatges, promocions turístiques i d'altres, i els de particulars com ara noces i bateigs, entre d'altres. D'altra banda, els reportatges d'informació gràfica, amb una màxima especialització a nivell de televisió, amb encàrrecs per a televisions tant nacionals com internacionals.
Tres anys després de la seva creació, l'any 1987, l'empresa va rebre dos premis en reconeixement de la seva tasca professional. Aquests foren el premi Catalunya '87, a mèrit d'haver destacat dins l'àmbit empresarial català, i el premi concedit per la qualitat dels seus treballs gràfics, instituït per l'Associació de Premsa Gràfica Europea.
El 24 d’abril de 1989, la cadena de televisió TV3 descentralitzà els seus serveis informatius amb l'emissió del programa Telenotícies Comarques i l'obertura de tres delegacions a Girona, Lleida i Tarragona. TV3 signà un conveni amb Intervídeo TV per tal que l'empresa s'encarregués de la producció de la delegació gironina. A més, els estudis es situaren de manera provisional a la seu del carrer de la Creu, a l'espera de la posada en funcionament de la delegació de TV3 a Montjuïc. A la delegació hi treballaren llavors dotze persones, entre tècnics i periodistes, de les quals només dues estigueren contractades directament per TV3.
El gener de 1996, Intervídeo TV creà un nou canal de televisió a Girona, de nom Alternativa TV, i començà a emetre en període de proves. El canal emetia principalment videoclips procedents de la cadena alemanya VIVA. Aquell mateix any, l'empresa es feu càrrec de la posada en funcionament de Tele Salt, una iniciativa de l'Ajuntament de Salt que funcionà durant aquell estiu i on es van cobrir els actes de la Festa Major del municipi. L'any 1997, Alternativa TV competí amb Televisió de Girona per obtenir la llicència de televisió local privada, que en aquell moment contemplava la llei.
Amb la regulació de la TDT, l'any 2006, l'empresa sol·licità dues llicències, una per a Girona i l’altra per a Palafrugell, però no n'obtingué cap, malgrat ser l’empresa gironina més gran del sector, que produïa programes i retransmissions per a totes les televisions de l’estat espanyol i nombroses cadenes europees i llatinoamericanes. Entre els esdeveniments internacionals coberts per Intervídeo TV, en destaquen els Jocs Olímpics de Barcelona de 1992, el Mundial de Futbol de França de 1998, la Fórmula 1, el Mundial de Futbol d'Alemanya de 2006, el Mundial de Bàsquet de Japó de 2006, l’Eurolliga i els grans premis de Moto GP, entre d'altres.

## Fons documental
L'any 2016, l'empresa Intervídeo TV feu donació del Fons Intervídeo a l'Ajuntament de Girona, que va ser recollit en un magatzem situat en un carrer de l'Eixample Sud de Girona. Van ingressar al Centre de Recerca i Difusió de la Imatge (CRDI) de l'Arxiu Municipal de Girona, sis mil dues-centes setanta-dues cintes de vídeo de diversos formats. El Fons Intervídeo reuneix documentació en vídeo generada pels professionals que treballaren a l'empresa. Es tracta de filmacions en brut o editades de reportatges per a informatius, competicions esportives, espectacles, publicitat o altres programes de televisió.